# Hugo Boettinger
Hugo Boettinger (ou Böttinger), né à Pilsen, alors en Autriche-Hongrie, le 30 avril 1880 et mort à Prague le 9 décembre 1934, est un peintre tchécoslovaque.